# Żytoula
Żytoula (biał. Жытоўля; ros. Житовля, Żytowla) – osiedle na Białorusi, w obwodzie homelskim, w rejonie homelskim, w sielsowiecie Ciareniczy, nad Uzą i przy drodze magistralnej M5.